# Stigmella protosema
Stigmella protosema là một loài bướm đêm thuộc họ Nepticulidae. Nó được miêu tả bởi Meyrick năm 1921. Nó được tìm thấy ở Nam Phi (Nó đã dược miêu tả ở Pretoria).